# Мостіпан Уляна Миколаївна
Уля́на Микола́ївна Мостіпа́н (нар. 31 січня 1944, с. Росава, Київська область) — українська політикиня. Народна депутатка України V та VI скликань. Членкиня партії ВО «Батьківщина» з 2000 року, членкиня Політради, була головою Київської обласної організації до 2006.

## Освіта
Отримала дві вищі освіти: у 1969 році закінчила біологічний факультет Київського університету імені Тараса Шевченка за фахом біолог-фізіолог рослин, учитель біології та хімії, а у 1979 році — Вищу партійну школу при ЦК Компартії України.

## Кар'єра
Працювати почала відразу після школи: з 1961 по 1965 рік була старшою піонервожатою Яхнівської восьмирічної школи Миронівського району, потім вчителем біології і хімії Вікторівської восьмирічної школи цього ж району. У 1971 році обиралася головою сільської ради, а у 1972 році головою правління колгоспу «Перемога» с. Вікторівка. Початок 1970-х років був періодом укрупнення господарств. Тож колгосп «Перемога» у 1973 році приєднали до сусіднього, Уляну Мостіпан перевели у Миронівський райком партії завідувачкою відділу пропаганди і агітації, а згодом у Київський обком партії інструктором відділу пропаганди і агітації. Наступний період життєдіяльності пов'язаний з Рокитнянським районом Київської області. Там з 1975 по 1983 рік була головою Рокитнянської районної ради депутатів трудящих, а з 1983 по 1991 рік — першим секретарем Рокитнянського райкому партії. За цей період була депутатом семи скликань районної та шести Київської обласної рад.
1991 рік став у житті переломним і вирішальним у виборі нової сфери діяльності. З того часу і по сьогодні воно пов'язане із соціальною сферою. Уляна Мостіпан почала працювати у Київському обласному управлінні соціального забезпечення населення, завідувачкою відділу, згодом мене запросили на роботу у Міністерство соціального захисту населення, де була начальником відділу, заступником начальника та начальником управління у стравах інвалідів. В Управління соціального захисту населення Київської обласної державної адміністрації у 1997 році повернулася уже керівником.
У 2000 році вступила у партію ВО «Батьківщина», почала працювати заступником голови, а згодом очолила Київську обласну парторганізацію. З відтоді вона з цією політичною силою. Стала членом Президії Політради партії. Уже 12 років член Політради партії, член бюро Київської обласної організації партії «Батьківщина». За період роботи чисельність Київської обласної організації сягнула 20 тисяч осіб, а на виборах до рад різного рівня у 2006, 2007 роках «Блок Юлії Тимошенко» набирав найвищі відсотки голосів (відповідно 44,5 % та 53,4 %), а в обласній раді у 2006 році представники нашої сили мали абсолютну більшість. У 2005 році Юлія Тимошенко стала Прем'єр-міністром України, а Уляна Мостіпан — її радником.
На Виборах 2012 року до Верховної Ради України балотувалась по одномандатному виборчому округу № 93 (Київська область, м. Миронівка). На її користь зняв свою кандидатуру представник «Удару» Бриль Костянтин Іванович. Незважаючи на це, Мостіпан набрала 32,45 % голосів, поступившися кандидату від Партії регіонів, президенту ФК «Арсенал» Онищенку Олександру Романовичу, що набрав 46,83 % голосів. Водночас, вона випередила Мороза Олександра Олександровича (11,94 %, 3-тє місце).

## Парламентська діяльність
З 2006 року — народний депутат України 5-го, 6-го скликань, голова підкомітету з питань законодавчого забезпечення соціального захисту та реабілітації інвалідів Комітету Верховної Ради України у справах пенсіонерів, ветеранів та інвалідів. Також працює у Комісії з питань діяльності підприємств інвалідів при Кабінеті Міністрів України. Окрім цього, Уляна Мостіпан член виконавчого комітету Національної парламентської групи в Міжпарламентському Союзі та член груп з міжпарламентських зв'язків з Чеською Республікою, Республікою Молдова, Канадою, Російською Федерацією, Китайською Народною Республікою. А ще приділяє велику увагу гендерним питанням, працюючи у парламентському міжфракційному об'єднанні жінок «Рівні можливості».

## Нагороди, державні ранги
Орден Трудового Червоного Прапора (1978). Почесна грамота Кабінету Міністрів України (1999). 4 медалі.

## Інше
У 2007 році Уляна Мостіпан, як політик, за рейтингом національного тижневика «Фокус» із 100 найвпливовіших жінок України посіла 90 місце.
Захоплюється українською народною піснею.